# مجلس الوزراء البحريني 2014
مجلس الوزراء البحريني 2014 أو الحكومة البحرينية التاسعة، تشكلت الوزارة بتاريخ 6 ديسمبر 2014 بموجب المرسوم الملكي رقم 83 لسنة 2014 بتشكيل الوزارة وذالك بعد استقالة الوزارة السابقة بتاريخ 30 نوفمبر 2014 عملا بالدستور والذي ينص على تشكيل وزارة جديدة بعد الأنتخابات البرلمانية وأستقالت الوزارة بتاريخ 2 ديسمبر 2018 بعد أعلان نتائج الإنتخابات البرلمانية وعملا بالدستور والذي ينص على تشكيل وزارة جديدة بعد الإنتخابات البرلمانية وأصدر الملك حمد بن عيسى ال خليفة ملك البحرين في نفس اليوم أمر ملكي بقبول استقالة الوزارة وتكليف رئيس مجلس الوزراء بالتصريف العاجل من أمور الدولة حتى تشكيل الوزارة الجديدة.

## الأعضاء
| شاغل المنصب                         | المنصب                                   | تاريخ تولي المنصب |
| ----------------------------------- | ---------------------------------------- | ----------------- |
| الأمير خليفة بن سلمان ال خليفة      | رئيس مجلس الوزراء                        | 15 أغسطس 1971     |
| الأمير سلمان بن حمد ال خليفة        | النائب الأول لرئيس مجلس الوزراء          | 11 مارس 2013      |
| الشيخ محمد بن مبارك ال خليفة        | نائب رئيس مجلس الوزراء                   | 11 نوفمبر 2002    |
| الشيخ علي بن خليفة ال خليفة         | نائب رئيس مجلس الوزراء                   | 26 سبتمبر 2005    |
| جواد بن سالم العريض                 | نائب رئيس مجلس الوزراء                   | 11 ديسمبر 2006    |
| الشيخ خالد بن عبدالله ال خليفة      | نائب رئيس مجلس الوزراء                   | 2 نوفمبر 2010     |
| محمد بن إبراهيم المطوع              | وزير شؤون مجلس الوزراء                   | 30 سبتمبر 2015    |
| الشيخ راشد بن عبدالله ال خليفة      | وزير الداخلية                            | 22 مايو 2004      |
| الشيخ خالد بن أحمد بن محمد ال خليفة | وزير الخارجية                            | 26 سبتمبر 2005    |
| الدكتور ماجد بن علي النعيمي         | وزير التربية والتعليم                    | 11 نوفمبر 2002    |
| الدكتور عبد الحسين ميرزا            | وزير شؤون الكهرباء والماء                | 3 يونيو 2016      |
| الشيخ خالد بن علي ال خليفة          | وزير العدل والشؤون الأسلامية والأوقاف    | 11 ديسمبر 2006    |
| الشيخ محمد بن خليفة ال خليفة        | وزير النفط                               | 3 يونيو 2016      |
| الشيخ أحمد بن محمد ال خليفة         | وزير المالية                             | 14 يناير 2005     |
| عصام بن عبد الله خلف                | وزير الأشغال والبلديات والتخطيط العمراني | 2 نوفمبر 2010     |
| جميل بن محمد علي حميدان             | وزير العمل والتنمية الأجتماعية           | 30 سبتمبر 2015    |
| كمال بن أحمد محمد                   | وزير المواصلات والأتصالات                | 6 ديسمبر 2014     |
| باسم بن يعقوب الحمر                 | وزير الأسكان                             | 23 مارس 2011      |
| غانم بن فضل البوعينين               | وزير شؤون مجلسي النواب والشورى           | 4 مارس 2016       |
| فائقة بنت سعيد الصالح               | وزيرة الصحة                              | 30 سبتمبر 2015    |
| زايد بن راشد الزياني                | وزير التجارة والصناعة والسياحة           | 6 ديسمبر 2014     |
| علي بن محمد الرميحي                 | وزير الأعلام                             | 4 مارس 2016       |
| يوسف بن أحمد الجلاهمة               | وزير شؤون الدفاع                         | 6 ديسمبر 2014     |
| هشام الجودر                         | وزير الشباب والرياضة                     | 15 أبريل 2015     |

## التغيرات في التشكيل الوزاري
- في 15 أبريل 2015 أصدر الملك حمد بن عيسى ال خليفة ملك البحرين مرسوما بتعين هشام الجودر وزيرا للشباب والرياضة
- في 30 سبتمبر 2015 أصدر الملك حمد بن عيسى ال خليفة ملك البحرين مرسوما بتعديل وزاري حيث تم تعين محمد بن إبراهيم المطوع وزيرا لشؤون مجلس الوزراء وكان قبلها يشغل منصب وزير شؤون المتابعة وأيضا شمل المرسوم تعين جميل بن محمد علي حميدان وزيرا للعمل والتنمية الإجتماعية، وفائقة بن سعيد الصالح وزيرة للصحة، وعيسى بن عبد الرحمن الحمادي وزيرا للأعلام وشؤون مجلسي النواب والشورى
- في 4 مارس 2016 أصدر الملك حمد بن عيسى ال خليفة ملك البحرين مرسوما بتعديل وزاري حيث تم تعين غانم بن فضل البوعينين وزيرا لشؤون مجلسي النواب والشورى، وعلي بن محمد الرميحي وزيرا للإعلام، وكان غانم البوعينين قد شغل سابقا منصب وزير شؤون مجلسي النواب والشورى خلال الفترة 6 ديسمبر 2014 حتى 30 سبتمبر 2015
- في 3 يونيو 2016 أصدر الملك حمد بن عيسى ال خليفة ملك البحرين مرسوما بتعديل وزاري حيث تم ألغاء وزارة الطاقة التي كان يتولاها الدكتور عبد الحسين ميرزا، وكما شمل المرسوم تعين الدكتور عبد الحسين ميرزا وزيرا للكهرباء والماء والشيخ محمد بن خليفة بن أحمد ال خليفة وزيرا للنفط.